# خانه جعفر مقدم
خانه جعفر مقدم مربوط به دوره قاجار است و در کاشان، خیابان بابا افضل، خیابان باب‌الحوائج، نزدیک بازار، مقابل منزل قدیمی آیت مدنی واقع شده و این اثر در تاریخ ۱۶ دی ۱۳۸۷ با شمارهٔ ثبت ۲۴۴۵۳ به‌عنوان یکی از آثار ملی ایران به ثبت رسیده است.